# Christopher Rinke
Christopher Rinke (* 26. října 1960 Port Coquitlam, Kanada) je bývalý kanadský zápasník, volnostylař. V roce 1984 na olympijských hrách v Los Angeles v kategorii do 82 kg vybojoval bronzovou medaili, v roce 1988 na hrách v Soulu ve stejné kategorii vypadl ve čtvrtém kole základní skupiny.
V roce 1983 obsadil patnácté místo na mistrovství světa. V roce 1982 a 1986 zvítězil na hrách Commonwealthu.